# Drenovac (Šabac)
Pour les articles homonymes, voir Drenovac.
Drenovac (en serbe cyrillique : Дреновац) est une localité de Serbie située sur le territoire de la ville de Šabac, district de Mačva. Au recensement de 2011, elle comptait 2 037 habitants.
Drenovac est officiellement classé parmi les villages de Serbie.

## Démographie

### Évolution historique de la population
| 1948  | 1953  | 1961  | 1971  | 1981  | 1991  | 2002  | 2011  |
| ----- | ----- | ----- | ----- | ----- | ----- | ----- | ----- |
| 3 092 | 3 207 | 3 083 | 2 810 | 2 629 | 2 446 | 2 345 | 2 037 |

|  |